# Communauté d'agglomération Terre de Provence
La communauté d'agglomération Terre de Provence est une structure intercommunale des Bouches-du-Rhône et de la région Provence-Alpes-Côte d'Azur. Avant 2015, elle s'appelait Rhône-Alpilles-Durance.

## Historique
À sa création le 24 décembre 1996, la communauté de communes Rhône Alpilles Durance (CCRAD) regroupe les communes de Barbentane, Eyragues, Graveson, Maillane et Rognonas.
En 2002, le territoire communautaire s'étend à Cabannes, Châteaurenard, Noves, Saint-Andiol et Verquières. La CCRAD refuse d'être intégrée à la communauté d'agglomération du Grand Avignon.
À la suite du schéma départemental de coopération intercommunale des Bouches-du-Rhône, présenté par le préfet de la région Provence-Alpes-Côte d’Azur, la communauté de communes Vallée des Baux-Alpilles devait être dissoute au 1er janvier 2013 et deux de ses communes, Saint-Rémy-de-Provence et Eygalières, rattachées à la CCRAD. Finalement, ce sont Orgon et Plan-d'Orgon qui adhèrent à cette date à la CCRAD. Celle-ci est  transformée en communauté d'agglomération à la même date. Le 1er janvier 2014, la commune de Mollégès, jusqu'alors isolée, rejoint la CCRAD qui compte alors 13 communes.
Au début de 2015, la communauté d'agglomération est rebaptisée Terre de Provence.

## Territoire communautaire

### Géographie
Le territoire de la communauté d'agglomération s'étend sur 266 km2, au sud de la Durance, avant la confluence de celle-ci avec le Rhône, au nord du massif des Alpilles.

### Composition
En 2023, la communauté d'agglomération est composée des 13 communes suivantes :

| Nom              | Code Insee | Gentilé          | Superficie (km2) | Population (dernière pop. légale) | Densité (hab./km2) |
| ---------------- | ---------- | ---------------- | ---------------- | --------------------------------- | ------------------ |
| Eyragues (siège) | 13036      | Eyraguais        | 20,78            | 4 289 (2022)                      | 206                |
| Barbentane       | 13010      | Barbentanais     | 27,13            | 4 262 (2022)                      | 157                |
| Cabannes         | 13018      | Cabannais        | 20,91            | 4 576 (2022)                      | 219                |
| Châteaurenard    | 13027      | Châteaurenardais | 34,95            | 16 668 (2022)                     | 477                |
| Graveson         | 13045      | Gravesonnais     | 23,54            | 4 743 (2022)                      | 201                |
| Maillane         | 13052      | Maillanais       | 16,77            | 2 779 (2022)                      | 166                |
| Mollégès         | 13064      | Mollegeois       | 14,2             | 2 651 (2022)                      | 187                |
| Noves            | 13066      | Novais           | 27,92            | 5 918 (2022)                      | 212                |
| Orgon            | 13067      | Orgonnais        | 34,78            | 2 662 (2022)                      | 77                 |
| Plan-d'Orgon     | 13076      | Planais          | 14,94            | 3 562 (2022)                      | 238                |
| Rognonas         | 13083      | Rognonais        | 9,41             | 4 186 (2022)                      | 445                |
| Saint-Andiol     | 13089      | Saint-Andiolais  | 16               | 3 369 (2022)                      | 211                |
| Verquières       | 13116      | Verquiérois      | 4,59             | 775 (2022)                        | 169                |

### Démographie
| 1968   | 1975   | 1982   | 1990   | 1999   | 2010   | 2015   | 2021   |
| ------ | ------ | ------ | ------ | ------ | ------ | ------ | ------ |
| 34 569 | 36 420 | 39 377 | 43 807 | 48 426 | 55 329 | 58 868 | 60 434 |

## Administration

### Siège
Le siège de la communauté d'agglomération est situé à Eyragues

### Élus
La communauté d'agglomération est administrée par son conseil communautaire, composé pour le mandat 2020-2026 de 42  conseillers municipaux représentant chacune des  communes membres.
Ils sont répartis comme suit :
| Nombre de délégués | Communes                                              |
| ------------------ | ----------------------------------------------------- |
| 12                 | Châteaurenard                                         |
| 4                  | Noves                                                 |
| 3                  | Barbentane, Cabannes, Eyragues, Graveson, Rognonas    |
| 2                  | Maillane, Mollégès, Orgon, Plan-d'Orgon, Saint-Andiol |
| 1                  | Verquières                                            |

Au terme des élections municipales de 2020 dans les Bouches-du-Rhône le conseil communautaire renouvelé, lors de sa séance du 9 juillet 2020, a élu sa nouvelle présidente, Corinne Chabaud, maire de Mollégès, ainsi que ses vice-présidents, qui sont : 
1. Jean-Marc Martin-Teissere, maire de Verquières, délégué aux finances et mutualisation ;
2. Pierre Hubert-Martin, maire-adjoint de Châteaurenard, délégué au développement économique ;
3. Michel Pecout, maire de Graveson, délégué au tourisme ;
4. Max Gilles, maire d’Eyragues (mort en fonction) ;
5. Georges Jullien, maire de Noves, délégué à l'habitat ;
6. Jocelyne Couderc-Vallet, maire-adjointe de Plan-d’Orgon, déléguée à l’action sociale et à la politique de la ville ;
7. Yves Picarda, maire de Rognonas, délégué à la GEMAPI ;
8. Jean-Christophe Daudet, maire de Barbentane, délégué au développement durable et à l'environnement ;
9. Nathalie Girard, maire de Cabannes (Morte en fonction) ;
10. Daniel Robert, maire de Saint-Andiol, délégué à l'eau et à l'assainissement ;
11. Eric Lecoffre, maire de Maillane, délégué aux déchets ;
12. Serge Portal, maire d’Orgon, délégué à la mobilité.

Deux vice-présidents ont changé au cours de la mandature :
- Michel Cavanon, nouveau maire d'Eyragues, est le quatrième vice-président délégué à l'aménagement rural et au pluvial
- Josiane Haas-Falanga, maire adjointe de Cabannes, est la neuvième vice-présidente déléguée à la communication.

Le bureau communautaire comprend ainsi un représentant de chaque commune pour la mandature 2020-2026.

### Liste des présidents
| Période      | Période      | Identité                   | Étiquette | Qualité |
| ------------ | ------------ | -------------------------- | --------- | --- |
| 1996         | 2001         | Anne-Marie Bertrand        | DVD       | Exploitante agricole Maire de Rognonas (1988 → 2001) Conseillère générale de Châteaurenard (2001 → 2015)                                                      |
| 2001         | 2008         | Michel Pecout              | DVD       | Maire de Graveson (1995 → ) |
| 2008         | 2014         | Max Gilles                 | DVD       | Agriculteur retraité Maire d’Eyragues (1995 → 2022) |
| 2014         | 2017         | Bernard Reynès             | LR        | Chirurgien-dentiste Maire de Châteaurenard (2001 → 2017) Député des Bouches-du-Rhône (15e circ) (2007 → 2022) Démissionnaire après sa réélection comme député |
| juillet 2017 | juillet 2020 | Jean-Marc Martin-Teissère, | LR        | Agriculteur Maire de Verquières (2001 → ) |
| juillet 2020 | En cours     | Corinne Chabaud            | LR        | Cadre administrative Maire de Mollégès (2020 → ) Conseillère départementale du canton de Châteaurenard (2015 → )                                              |

### Compétences
Compétences obligatoires
La communauté d’agglomération exerce de plein droit au lieu et place des communes membres les compétences suivantes : 
- Développement économique (zones d’activité, politique locale du commerce et soutiens aux activités commerciales d’intérêt communautaire, promotion du tourisme) ;
- Aménagement de l’espace communautaire (schéma de cohérence territorial, zones d’aménagement concerté d’intérêt communautaire, organisation de la mobilité) ;

- Equilibre social de l’habitat ;

- Politique de la ville ;

- Action sociale d’intérêt communautaire ;

- Gestion des Milieux Aquatiques et Prévention des Inondations (GEMAPI) ;

- Accueil des gens du voyage ;

- Collecte et traitement des déchets ménagers et assimilés ;

- Voiries d’intérêt communautaire ;
- Eau potable et assainissement, délégué à la Régie des Eaux de Terre de Provence depuis sa création le 1er janvier 2020[13] ;

- Equipements culturels et sportifs d’intérêt communautaire.

Compétences facultatives
Les communes ont également la possibilité de déléguer d’autres compétences que celles obligatoires. Terre de Provence exerce les compétences facultatives suivantes :
- Actions d’aménagement rural d’intérêt communautaire ;

- Aménagement et entretien des points d’arrêts desservis par les lignes de transports de compétence Terre de Provence.

### Régime fiscal et budget
La communauté d'agglomération est un établissement public de coopération intercommunale à fiscalité propre.
Afin de financer l'exercice de ses compétences, l'intercommunalité perçoit la fiscalité professionnelle unique (FPU) – qui a succédé à la taxe professionnelle unique (TPU) – et assure une péréquation de ressources entre les communes résidentielles et celles dotées de zones d'activité.
Elle ne reverse pas de dotation de solidarité communautaire (DSC) à ses communes membres.

## Projets et réalisations
Conformément aux dispositions légales, une communauté de communes a pour objet d'associer des « communes au sein d'un espace de solidarité, en vue de l'élaboration d'un projet commun de développement et d'aménagement de l'espace ».